# John Richards (Fußballspieler)
John Peter Richards (* 9. November 1950 in Warrington) ist ein ehemaliger englischer Fußballspieler. Der Stürmer war zwischen 1969 und 1983 bei den Wolverhampton Wanderers gleichzeitig Torjäger, Identifikationsfigur und Publikumsliebling. Mit 194 Treffern ist er bis heute hinter Steve Bull der Spieler mit den zweitmeisten Pflichtspieltoren in der Geschichte der „Wolves“.

## Sportliche Laufbahn
Obwohl „J.R.“ inmitten der Rugby-Hochburg Warrington geboren wurde und diesem Sport auch in der Schule nachging, war es der Fußball, dem er seine ersten Erfolge verdankte. Gerade als er in einem Schülerauswahlspiel sechs Tore erzielte, fiel er Tony Penman auf, der sich als Scout der Wolverhampton Wanderers unter die Zuschauer gemischt hatte. Penman erstattete umgehend Joe Gardiner Bericht, der wiederum die Talentsichtung im Verein organisierte. Richards wurde zu einem Probespiel eingeladen, das er für die Reservemannschaft der Wolves absolvierte. Obwohl er zum 4:0-Sieg gegen die Zweitvertretung von Derby County leer ausging, hatte er die Verantwortlichen überzeugt und schloss sich so im Juni 1966 der Nachwuchsabteilung des Vereins unter Jugendtrainer Barry Powell an.
Erstmals in der Profimannschaft kam er am 28. Februar 1970 gegen West Bromwich Albion zum Einsatz, das mit einem 3:3-Remis endete. Er blieb in seinen ersten vier Ligaeinsätzen in der ausgehenden Saison 1969/70 noch ohne eigenes Tor, traf dafür aber im sogenannten „Anglo-Italian Cup“ gegen den AC Florenz. Auch im Jahr darauf kam er über den Status eines Ergänzungsspielers nicht hinaus. Bei 14 Ligaeinsätzen stand er lediglich in vier Partien in der Anfangsformation, wobei er am 19. September 1970 gegen Huddersfield Town (3:1) das erste Mal traf. Häufiger durfte er im sogenannten Texaco Cup sein Können zeigen; diesen Wettbewerb gewann er sogar mit seinem Team. Die Spielzeit 1971/72 brachte Richards letztlich den sportlichen Durchbruch. Er wurde zum Stammspieler in Wolverhampton und erzielte 13 Ligatore. Über die Landesgrenzen hinaus bekannt wurde die „neue Nummer 9“ des Vereins zudem durch seine Leistungen im UEFA-Pokal, als er beispielsweise den einzigen Treffer zum 1:0-Sieg bei DDR-Klub FC Carl Zeiss Jena und später das erste Tor im Halbfinalhinspiel bei Ferencváros Budapest (2:2) schoss – letztlich verlor Richards mit seinem Team das rein englische Finale gegen Tottenham Hotspur.
Hinauf in die nationale Elite des englischen Fußballs katapultierte sich der antrittsschnelle Techniker mit seinen Leistungen in der Spielzeit 1972/73. Neben 27 Ligatoren erzielte er neun Treffer in diversen Pokalpartien (je drei im FA Cup, Ligapokal und Texaco Cup). Dies brachte dem Verein einen fünften Platz in der Meisterschaft ein; die heimischen „Cup“-Wettbewerbe endeten jeweils im Halbfinale. Am 12. Mai 1973 absolvierte er im Goodison Park daraufhin gegen Nordirland unter Alf Ramsey auf der Linksaußenposition sein erstes – und einziges – A-Länderspiel für England (2:1). Den ersten „großen Titel“ gewann Richards ein Jahr später, als er am 2. März 1974 im Wembley-Stadion das Ligapokalfinale gegen Manchester City gewann. Den entscheidenden Treffer steuerte Richards, dessen Einsatz aufgrund hartnäckiger Beckenprobleme lange fraglich war, in der 85. Minute zum 2:1-Endstand selbst bei.
In den verbleibenden 1970er-Jahren war der Torjäger zwar mit Ausnahme der Spielzeit 1976/77 stets bester Torschütze seiner Mannschaft, aber die Wolves fielen in die untere Tabellenhälfte ab. Im Jahr 1976 musste Richards gar den Gang in die Second Division antreten, der aber mit dem Gewinn der Zweitligameisterschaft in der Saison darauf wieder „repariert“ wurde. Die seltenen Erfolge fanden weiter in den Pokalwettbewerben statt und 1980 gelang mit dem Endspielsieg im Ligapokal gegen Nottingham Forest – den amtierenden Europokalsieger der Landesmeister – ein 1:0-Überraschungserfolg. Es war das letzte Glanzlicht in Richards Karriere bei den Wolverhampton Wanderers. Es folgte zwei Jahre später der ruhmlose Abstieg aus der First Division. In seinem letzten Jahr liehen ihn die Wolves für zwei Monate an Derby County aus, bevor sich Richards mit vier letzten Ligaspielen verabschiedete. Mit einem torlosen Remis gegen die Bolton Wanderers endete die Karriere von „King John“ bei seinem langjährigen Klub. Seine 194 Pflichtspieltreffer bedeuteten zu diesem Zeitpunkt einen Rekord bei den Wolves, der erst neun Jahre später von Steve Bull verbessert wurde.
Richards ließ seine aktive Karriere beim portugiesischen Zweitligisten Marítimo Funchal bis 1985 ausklingen, kehrte dann 1994 nach dem Tod von Billy Wright zu den Wolves zurück. Er bekleidete dort bis zu seinem Rückzug im Sommer 2000 einen Direktorenposten.

## Erfolge
- Englischer Ligapokalsieger: 1974, 1980
- Texaco-Cup-Gewinner: 1971